# Ayir
Ayir  (in arabo أيير‎?) è un centro abitato e comune rurale del Marocco situato nella provincia di Safi, regione di Marrakech-Safi. Conta una popolazione di 27 608 abitanti (censimento 2014).